# Gilles Roulin
Pour les personnes ayant le même patronyme, voir Roulin.
Gilles Roulin, né le 14 mai 1994 à Grüningen (dans le canton de Zurich), est un skieur alpin suisse, spécialisé dans les disciplines de vitesse.
Il remporte le classement général de la Coupe d'Europe 2017 et est champion de Suisse de Super G 2019.

## Biographie
Originaire de Treyvaux par son grand-père, Gilles Roulin naît à Grüningen et grandit dans le canton de Zurich. Il apprend à skier à Lenzerheide, où ses parents ont une maison de vacances, mais trouvant le ski trop ennuyant, il passe au snowboard. À l’âge de neuf ans, il participe à une journée de ski organisée par un sponsor du champion du monde Bruno Kernen, à laquelle est convié son père. En raison du mauvais temps, il se retrouve seul avec le Bernois, qui conseille au jeune Zurichois de s’inscrire dans un club.
À quinze ans, il rejoint le gymnase de Stams (de), où il obtient la maturité en 2014. Durant cette période, il participe à ses premières courses FIS. En janvier 2014, il participe à ses premières épreuves en Coupe d'Europe. Une année plus tard, en février 2015, il remporte sa première course FIS, à l’occasion d’un slalom géant à Oberwiesenthal en Allemagne.
Durant la saison 2015-2016, il s’installe peu à peu en Coupe d'Europe, marquant au total 78 points, et ce dans quatre disciplines différentes. Au cours de la saison 2016-2017, il monte pour la première fois sur un podium de Coupe d'Europe, en finissant troisième de la descente de Wengen. Dix jours plus tard, il remporte sa première descente à ce niveau, à l’occasion d’une descente sur la Streif raccourcie de Kitzbühel. Ces résultats lui permettent d’entrevoir une première sélection pour concourir en Coupe du monde, mais Roulin préfère alors se concentrer sur ses examens de droit à l’université. Il gagne ensuite, à la fin du mois de janvier, deux épreuves (super G et descente) à Méribel. Le 2 février 2017, il réussit, à Hinterstoder, l’exploit de gagner trois épreuves différentes le même jour: une descente le matin, un combiné et une autre descente l’après-midi. Avec tous ces succès, il s’assure le gain des classements de la Coupe d'Europe de descente et du super G. Plusieurs bons résultats en slalom géant lui permettent également d’enlever le classement général, à quatre épreuves de la fin de la saison. Ce titre lui offre une place fixe en Coupe du monde dans toutes les disciplines pour la saison 2017-2018.
Il connaît cependant ses débuts au plus haut niveau à l’occasion des épreuves de Kvitfjell. S’il termine en dehors du top 30 lors de sa première course, il marque ses premiers points lors du super G deux jours plus tard. Son début de saison 2017-2018 est excellent dans les disciplines de vitesse, marquant des points lors trois premiers super G et des trois premières descentes, manquant même son premier podium lors de la descente de Val Gardena. En février 2018, il prend part aux Jeux olympiques à Pyeongchang, où il prend la 21e place notamment au super G.
En 2019, il reçoit sa première sélection pour des championnats du monde à Åre, où son seul résultat est 36e de la descente.

## Palmarès

### Jeux olympiques
| Édition / Épreuve   | Descente | Super G |
| ------------------- | -------- | ------- |
| JO 2018 Pyeongchang | 33e      | 21e     |

### Championnats du monde
| Édition / Épreuve | Descente |
| ----------------- | -------- |
| Mondiaux 2019 Åre | 36e      |

### Coupe du monde
- Première course : 24 février 2017, descente de Kvitfjell, 37ème
- Meilleur résultat dans une épreuve : 4e en descente à Val Gardena en 2017.
- Meilleur classement général : 42e en 2018.

#### Classements par saison
| Saison/Classement | Général | Général | Descente | Descente | Super G | Super G | Combiné alpin | Combiné alpin |
| Saison/Classement | Class.  | Points  | Class.   | Points   | Class.  | Points  | Class.        | Points        |
| ----------------- | ------- | ------- | -------- | -------- | ------- | ------- | ------------- | ------------- |
| 2016-2017         | 147e    | 6       | -        | -        | 49e     | 6       | -             | -             |
| 2017-2018         | 42e     | 173     | 19e      | 109      | 22e     | 60      | 37e           | 4             |
| 2018-2019         | 71e     | 85      | 25e      | 54       | 36e     | 26      | 38e           | 5             |
| 2019-2020         | 80e     | 77      | 44e      | 19       | 31e     | 27      | 21e           | 31            |
| 2020-2021         | 138e    | 9       | 50e      | 9        | -       | -       | -             | -             |
| 2021-2022         | 99e     | 42      | 38e      | 42       | -       | -       | -             | -             |

### Coupe d'Europe
- Première course : 11 janvier 2014, descente de Wengen, 48ème
- Vainqueur du classement général en 2017.
- Vainqueur des classements de descente et de super G en 2017.
- 9 podiums, dont 7 victoires.

| Saison/Classement | Général | Général | Descente | Descente | Super G | Super G | Slalom géant | Slalom géant | Combiné | Combiné |
| Saison/Classement | Class.  | Points  | Class.   | Points   | Class.  | Points  | Class.       | Points       | Class.  | Points  |
| ----------------- | ------- | ------- | -------- | -------- | ------- | ------- | ------------ | ------------ | ------- | ------- |
| 2015-2016         | 90e     | 78      | 34e      | 22       | 29e     | 32      | 70e          | 5            | 21e     | 19      |
| 2016-2017         | 1er     | 1 060   | 1er      | 445      | 1er     | 357     | 19e          | 138          | 3e      | 120     |
| 2017-2018         | 118e    | 56      | -        | -        | -       | -       | 36e          | 56           | -       | -       |
| 2018-2019         | 50e     | 194     | 24e      | 66       | 14e     | 116     | -            | -            | 33e     | 12      |
| 2019-2020         | 63e     | 133     | 33e      | 47       | -       | -       | 19e          | 86           | -       | -       |
| 2020-2021         | 20e     | 282     | 8e       | 147      | -       | -       | 16e          | 119          | 15e     | 16      |
| 2021-2022         | 18e     | 314     | 11e      | 171      | -       | -       | 10e          | 143          | -       | -       |

| Saison    | Descente                            | Super G              | Combiné      | Total |
| --------- | ----------------------------------- | -------------------- | ------------ | ----- |
| 2016-2017 | Kitzbühel Méribel Hinterstoder (x2) | Méribel Hinterstoder | Hinterstoder | 7     |
| Total     | 4                                   | 2                    | 1            | 7     |

### Championnats du monde junior
| Édition / Épreuve     | Descente | Super G | Slalom géant | Combiné |
| --------------------- | -------- | ------- | ------------ | ------- |
| Mondiaux 2015 Hafjell | 27e      | 9e      | 26e          | DSQ     |

### Championnats de Suisse
Champion du super G 2019
 Vice-champion de combiné 2019
 Troisième du Super G 2015
 Troisième du Super G 2017
 Troisième de la descente 2019
 Troisième du Super G 2022